# Anelosimus tungurahua
Anelosimus tungurahua är en spindelart som beskrevs av Ingi Agnarsson 2006. Anelosimus tungurahua ingår i släktet Anelosimus och familjen klotspindlar.
Artens utbredningsområde är Ecuador. Inga underarter finns listade i Catalogue of Life.